# Pedro Sicard
Pedro Luis Sicard Sánchez (La Habana; 11 de enero de 1968) es un actor cubanomexicano. Estudió Licenciatura en Artes Escénicas en el Instituto Superior de Arte (ISA) en La Habana, Cuba.
Ha trabajado para los dos principales cadenas de televisión en México, primero en Televisa y después en TV Azteca, en los últimos años ha colaborado en Televisa.

## Biografía
Comenzó como integrante del ballet teatro de La Habana y de la compañía teatral El Público. Decide probar suerte y viaja a México para tomar un curso de actuación en el Centro de Estudios Artísticos de Televisa (CEA) en México. Su primer trabajo como actor fue en 1998 en la telenovela La usurpadora, de Salvador Mejía. En 2000 con Anahí, Kuno Becker, Ana Layevska y Mauricio Islas, actúa en la producción de Pedro Damián Primer amor; y en 2001 deja Televisa e ingresa a las filas de TV Azteca en donde participa en la telenovela Como en el cine con el personaje de Daniel. Luego sigue con El país de las mujeres, en ese mismo año interpreta el personaje de Arturo en la telenovela La duda, con Silvia Navarro, en 2003 participa con el personaje de José Luis Rodríguez en Dos chicos de cuidado en la ciudad.
En 2004 actúa con Martha Higareda en la telenovela Las Juanas; versión mexicana de la telenovela colombiana, en 2005 interpreta un protagónico en la telenovela Machos como Alonso Mercader, uno de los hijos de Héctor Bonilla.
En 2006 interpreta el papel de Luciano, junto a Diego Olivera en la telenovela Montecristo con figuras como Silvia Navarro y Omar Germenos.
En 2008 participa en la película Días salvajes y también se integra al elenco de la telenovela Secretos del alma. En 2010 participó en la telenovela Vidas robadas como José Enrique, uno de los antagónicos junto a Christian Bach, participa en la telenovela Entre el amor y el deseo junto a Lorena Rojas y Víctor González.
En 2014 participa en la telenovela Las Bravo junto a Edith González, Mauricio Islas y Saúl Lisazo donde interpreta a un stripper.
En 2016 regresa a Televisa con un rol estelar en la teleserie Mujeres de negro junto a Mayrín Villanueva, Alejandra Barros y Ximena Herrera. El mismo año se integra a la teleserie La candidata.

## Filmografía

### Telenovelas
- El ángel de Aurora (2024-2025) ... Fabricio Morga Carballo
- Minas de pasión (2023-2024) ... Marat
- Amor dividido (2022) ... Phillipe Charpentier
- Te acuerdas de mí (2021) - Octavio Herrerías[7]
- Las Malcriadas (2017-2018) ... Santiago Porrero
- Mujeres de negro (2016) ... Arturo Castellanos
- Las Bravo (2014-2015) ... Samuel "Sammy" Robles
- Entre el amor y el deseo (2011) ... Rafael Valdivieso
- Vidas robadas (2010-2011) ... José Enrique Fernández Vidal
- Secretos del alma (2008-2009) ... Santiago Alcázar
- Tengo todo excepto a ti (2008) ... Guillermo
- Montecristo (2006-2007) ... Luciano Manzur
- Machos (2005) ... Alonso Mercader
- Las Juanas (2004-2005) ... Juan de Dios
- Dos chicos de cuidado en la ciudad (2003-2004) ... José Luis Rodríguez
- La duda (2002-2003) ... Arturo
- El país de las mujeres (2002) ... Vicente
- Lo que es el amor (2001) ... Kuri Wilson Habib
- Como en el cine (2001-2002) ... Daniel
- Primer amor (2000) ... Claudio
- La usurpadora (1998) ... Memo

### Series de televisión
- ¿Es neta, Eva? (2023) ... Eduardo[8]
- Como dice el dicho (2023) ... Juan, Ep. «Al miedo no hay que vencerlo, sino convencerlo»
- La rosa de Guadalupe (2022) Efrain Benitez, «Ep: El tesoro»
- Esta historia me suena (2021)[9]
- Un día para vivir (2021-2023) - Patricio, Ep. «El padrino»[10] / Santiago, Ep. «El video»[11][12]
- Silvia Pinal, frente a ti (2019) ... Tulio Demicheli
- Casino Mex (2018) ... Cristian Alonso
- 1000 formas de amar (2017)[13]
- Un día cualquiera (2016) ... Gilberto Ep. «Crímenes increíbles»
- La Teniente (2012) ... Capitán "El cubano"
- Al caer la noche (2011)[14]
- Lo que la gente cuenta (2008) ... Alejandro, Ep. «La mansión»[15]
- Cambio de vida (2007)
- Ni una vez más (2005)
- Broken Hearts (2001)

### Películas
- Sin misericordia (2008)
- Días salvajes (2008)